# Запис орах код цркве (Дубока)
Запис орах код цркве (Дубока) се налази на парцели чији је власник Српска православна црква - Православна епархија шумадијска - Црквена општина дубочка.

## Локација
| Општина             | Јагодина                                                         |
| Катастарска општина | Дубока                                                           |
| Потес               | Циганске куће                                                    |
| Координате          | 44° 03′ 31″ С; 21° 15′ 44″ И / 44.058500000000002° С; 21.2622° И |
| Надморска висина    | 120m                                                             |

## Карактеристике
Дендрометријске вредности утврђене на терену и сателитским снимцима:
| Стабло                     | Орах |
| Висина стабла              | m    |
| Обим дебла                 | m    |
| Пречник крошње             | 10m  |
| Пречник дебла              | m    |
| Висина дебла до прве гране | m    |

## База записа
Запис је у оквиру Викимедија пројекта "Запис - Свето дрво" заведен под редним бројем 0682.